# David Bárcena Ríos
David Bárcena Ríos, född 26 december 1941 i Celaya i Guanajuato, död 22 februari 2017 i Delicias i Chihuahua, var en mexikansk ryttare.
Han tog OS-brons i lagtävlingen i fälttävlan i samband med de olympiska ridsporttävlingarna 1980 i Moskva.